# Тхунгьян
Резерват дикої природи Тхунґьян (тай. เขตรักษาพันธุ์สัตว์ป่าทุ่งใหญ่นเรศวร) — природоохоронна зона в західній частині Таїланду. Розташовується на півночі провінції Канчанабурі і на півдні провінції Так.
Резерват був створений 24 квітня 1974 року. У 1991 році резерват увійшов у список об'єктів Всесвітньої спадщини ЮНЕСКО спільно з розташованим поруч резерватом Хуайкхакхенг. У тому ж році Тхунґьян був розширений до 364 тис. га і тепер разом являє собою найбільшу природоохоронну зону в материковій частині Південно-Східної Азії.
Територія на заході Таїланду була заселена відносно слабко — вкриті лісом пагорби погано підходили для ведення сільського господарства, до того ж у них досі можна підхопити малярію. Подібні особливості дозволили диким тваринам жити в цих місцях, включаючи досить рідкісних для Південно-Східної Азії тигрів. Клімат резервату належить до тропічного, середні температури коливаються від 15 до 35 °C влітку, 22-33 °C в сезон дощів і 10-29 °C в сухий сезон. Середньорічна кількість опадів — 2000 мм.
Фауна складається з приблизно 120 видів ссавців, 400 видів птахів, 96 видів рептилій, 43 видів амфібій і 113 видів прісноводних риб. Резерват великий для утримання деяких видів, які рідкісні для інших районів Таїланду. У ньому мешкають тигри, леопарди, димчасті леопарди, азійські слони, тапіри, суматранські носороги, гаури, суматранські серау і свинячий олень. У 1985 році в резерваті було зафіксовано найбільше в Таїланді стадо гаурів (50 голів). Ні бантенг, ані азійський буйвіл не проживають, але вони були помічені в сусідньому резерваті Хуайкхакхенг.